# Familiar

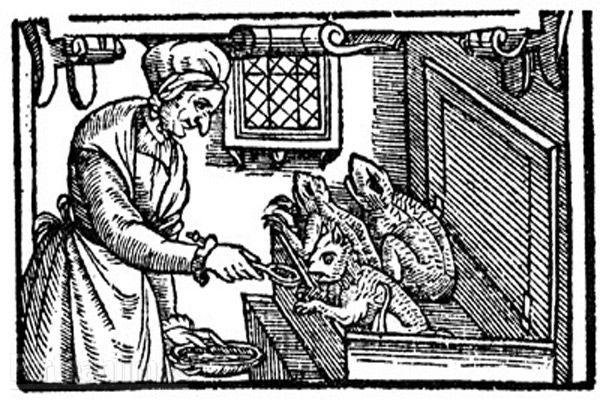
Eine Hexe füttert ihre Familiars

Als Familiar (englisch für Vertraute/r) oder Hexentier  – mitunter auch lateinisch spiritus familiaris – werden besonders in der keltischen und angelsächsischen Folklore kleine übernatürliche Wesen mit tierischer Gestalt bezeichnet, die oftmals Hexen und Heilerinnen zur Seite stehen und diese unterstützen sollen.

## Geschichte und Folklore
Familiars tauchten seit dem Mittelalter und der frühen Neuzeit zunächst insbesondere in der keltischen und angelsächsischen Literatur und Folklore auf. Jene, die in Kontakt mit diesen Wesen standen bzw. gestanden haben wollen, berichteten gemäß der zeitgenössischen Überlieferung, dass Familiars sich in unterschiedlichen Formen zeigen können, meist als Tier, aber manchmal auch als humanoide Gestalt; dabei werden sie im Gegensatz zu klassischen Geistern jedoch als dreidimensional, mit Farbe ausgestattet und hörbarem Auftreten beschrieben. Sie sind nicht an ein Haus und Grundstück gebunden und können mit ihrer Besitzerin reisen.
Manche Hexenjäger sahen in den Familiars nicht nur einen Beweis für die Wahrheit ihrer Theorie, dass eine beschuldigte Person eine Hexe war, sondern in den Familiars eine irdische Gestalt eines Dämons oder des Teufels selbst. Zudem sollen manche Hexen sogar deformierte Körperstellen besessen haben, da zum Schutz ihrer Besitzerin die Familiars angeblich mit ihr verschmelzen konnten. Zudem ist auch überliefert, dass einige Hexen, um mit ihrem Hexentier einen Bund eingehen zu können, für diese Verbundenheit an ihrem Körper eine sexuelle Komponente wie eine dritte Brust ergänzten. Solche Deformationen sollen z. B. bei Verurteilten der Hexenprozesse von Salem 1692 beobachtet worden sein.
Der angelsächsische Begriff Familiar verbreitet sich seit den 2000er-Jahren durch Social Media besonders im Bezug auf Neopaganismus auch im deutschen Sprachraum. In der deutschen Literatur gab es bis dahin meist nur der Begriff Hausgeist, wobei es sich aber eigentlich um an ein Haus oder Grundstück gebundene Geister handelt. Eine wichtige Rolle bei der historiographischen Untersuchung und Darstellung von Familiars spielten in den 2000er-Jahren die Historikerinnen Emma Wilby und Christa Tusczay.

### Wortherkunft
Das Wort leitet sich vom englischen Adjektiv familiar ab, das verschiedene Bedeutungen hat, u. a. vertraut, geläufig, gewohnt, ungezwungen, traulich, anheimelnd und heimisch. Die Familiars sind also geisthafte Wesen, denen diese Adjektive als Eigenschaften zugeschrieben werden können.

### Erhalt eines Familiars
Der Überlieferung nach sucht sich eine Hexe oder Heilerin ihr Familiar nicht persönlich aus. Tatsächlich wird sie vom Familiar ausgewählt. Dabei kann sie ihm in der freien Natur, ihrer Wohnung oder ihrem sonstigen Umfeld begegnen. Es kann auch vorkommen, dass der Besitzerin das Familiar zufällig in Form eines streunenden Tiers zuläuft.
Allerdings kann sie gezielt nach diesem Wesen suchen, das für sie bestimmt ist; wer hierfür vorab das Aussehen des eigenen Familiars kennen möchte, soll dies durch das Zeichnen während einer Meditation herausfinden. Darüber hinaus soll es auch möglich sein, ein gewöhnliches Haustier so zu trainieren, dass es die Funktion eines Familiars übernehmen kann.

## Aussehen

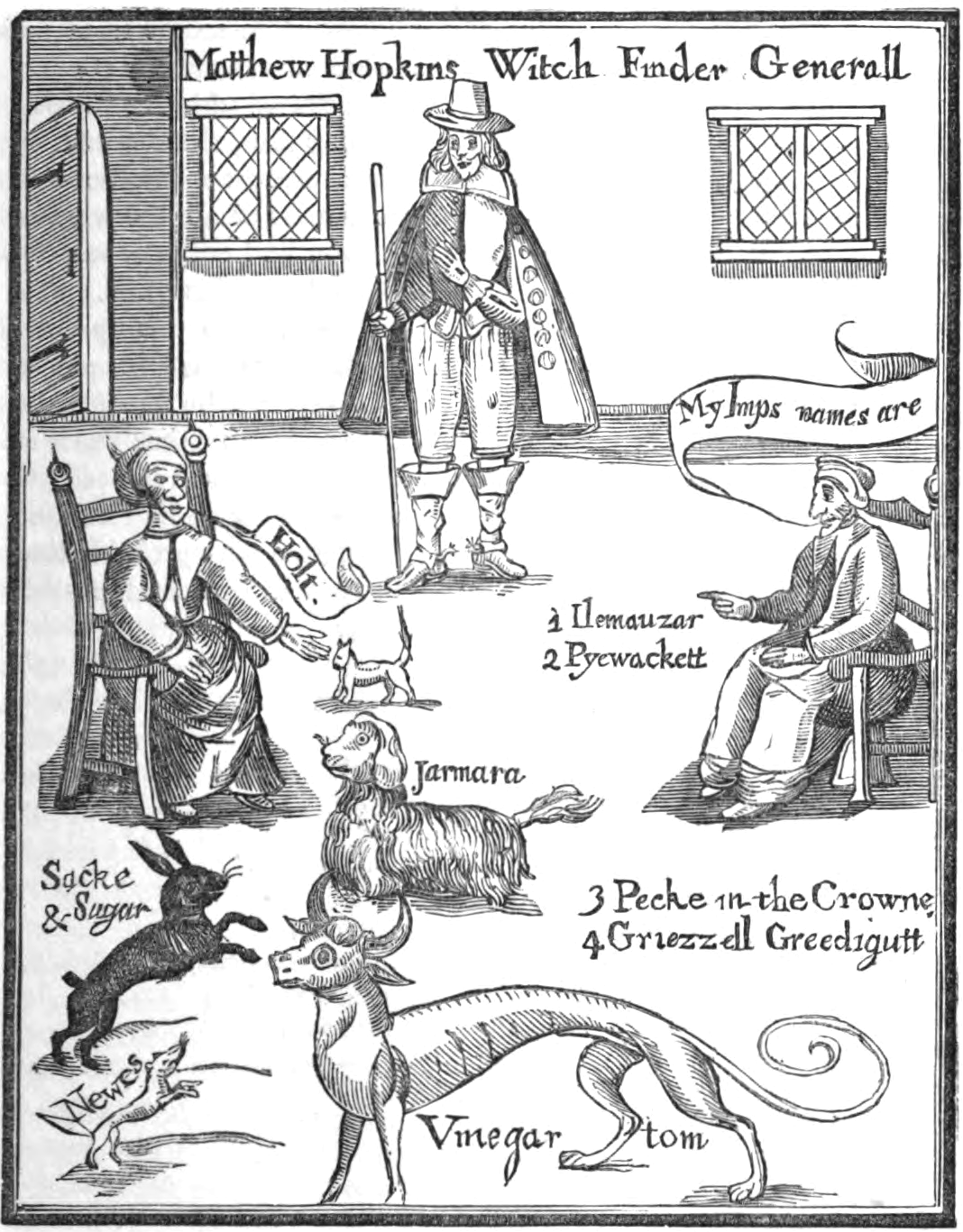
Aussehen der Familiare von Elizabeth Clarke nach dem Hexenjäger Matthew Hopkins

Häufig werden Familiars als Tiere dargestellt. Daher wurden oft auch Tiere von Hexen oder Heilerinnen als deren Familiar angesehen. Oftmals nehmen sie die Gestalt von Eulen, Fledermäusen, Frettchen, Hasen bzw. Kaninchen, Hunden, Katzen, Kröten, Libellen, Raben, Ratten, Schlangen, Spinnen oder Ziegen an. Es sind aber auch unterschiedliche Erscheinungsformen möglich, denn diese können durch Heraufbeschwörung angeblich individuell bestimmt werden. Ferner können Hexentiere auch in Form von Fabelwesen wie Einhörnern auftreten oder die Gestalt von Pflanzen, meist magische Pflanzen wie die Alraune, annehmen. Auch Werwölfe und Werkatzen tauchen vereinzeln als Hexentiere auf.
Erste Darstellungen von Familiars lassen sich in den Schriften des Hexenjägers Matthew Hopkins aus dem 17. Jahrhundert finden. Er selbst will die Hexentiere seiner Verurteilten identifiziert haben.
Der Glaube an Familiars bzw. Hexentiere ist der Grund, warum in der Folklore und Tradition Hexen oftmals mit Tieren wie den oben genannten dargestellt werden. Die Historikerin Emma Wilby beschrieb Familiars als Wesen, die besonders darauf bedacht waren, natürlich und ordinär zu wirken, obwohl sie meist übernatürliche Fähigkeiten besaßen.
Meist wurden in den Haustieren der Hexen Familiars gesehen bzw. Haustiere mit ungewöhnlichem Verhalten als Beweis betrachtet, dass eine als ohnehin als Hexe beschuldigte Person wirklich eine Hexe ist. Der Überlieferung nach soll es sogar vorgekommen sein, dass Hexen humanoide Familiars besaßen. So soll die in Schottland verurteilte Bessie Dunlop einen Hausgeist namens Thomas Reid oder Tom Reid besessen haben. Er war ein ehemaliger Soldat, der mehrfach in einer nahen Burgruine gesichtet wurde. Angeblich soll er sie sogar in ein geheimnisvolles Elfenland entführt haben, wo ihr von seiner Königin ewigliches Glück versprochen worden sei.